# Rudarjenje bitcoinov
Bitcoin mining malware je zlonamerna programska koda, ki izkorišča računalniško moč napadenih naprav za rudarjenje spletne valute Bitcoin, ki se nato steka na račun kibernetskih napadalcev.

## Bitcoin in njegovo rudarjenje (»Bitcoin mining process«)
Bitcoin je elektronska valuta, ki je bila kot odprtokodni program ustanovljena leta 2003, večjo pozornost pa je začela pridobivati s septembrom 2011. Za sledenje in potrjevanje transakcij Bitcoin uporablja »peer-to-peer« (P2P) povezavo in deluje brez centralnega bančnega nadzora. Bitcoin se uporablja za plačilo različnih izdelkov in storitev na spletu, vendar ni omejen le na spletne transakcije. Lahko je tudi zamenjan za tradicionalne valute.
Rudarjenje (»Bitcoin mining«) je pridobivanje elektronske valute Bitcoin in je metaforično povezano z rudarjenjem zlata. Rudarjenje (»Bitcoin mining«) je v uporabnem smislu obdelava transakcij v sistemu digitalne valute, v katerem so zapisi potekajočih Bitcoin transakcij, ki so tehnično poimenovani bloki (»blocks«), priloženi zapisom preteklih Bitcoin transakcij, tehnično poimenovani veriga blokov (»block chain«).
Blok (»Bitcoin block«) je zahteven kriptografski problem, ki ga sistem obdeluje z uporabo velike računske moči. Za njegovo obdelavo v procesu rudarjenja računalniki izvajajo računske postopke, s katerimi obdelujejo nakazila, varujejo omrežje in skrbijo za soglasje in usklajenost vseh udeležencev sistema. Proces rudarjenja je povsem decentraliziran in razpršen po svetu brez posameznika, ki bi ga nadzoroval.
V rudarjenje so vključeni posamezni uporabniki, ki s pomočjo temu namenjene programske in tudi strojne opreme izkoriščajo procesorsko moč in moč grafičnega procesorja za spremljanje novih nakazil v vrstniškem omrežju in izvajanje opravil za procesiranje in potrjevanje teh nakazil. Motivacija za rudarjenje je, da rudarji prejmejo prispevke, ki jih uporabniki plačajo pri pošiljanju nakazil, in nove Bitcoine, ki nastajajo po v naprej določenem obrazcu.
Ker sistemi posameznih uporabnikov niso dovolj močni za tako zahtevne računske probleme, kot jih tvorijo posamezni bloki, se posamezniki združujejo v bazene uporabnikov (»mining pools/networks«), kjer s skupno močjo povezanih naprav lažje opravljajo računske naloge, za katere dobijo narado v Bitcoinih, ki je sorazmerna računski moči, ki so jo vložili.

## Delovanje škodljive programske kode Bitcoin mining malware
Kibernetski nepridipravi bi le z računsko močjo svojih sistemov težko poželi velik izkupiček pri svojem rudarjenju, zato so razvili zlonamerno programsko kodo, ki na računalniških sistemih drugih uporabnikov izrablja računsko moč njihove strojne opreme za rudarjenje Bitcoinov v bazenih uporabnikov. Delež Bitcoinov za rudarjenje, ki so ga izvedli s pomočjo naprav okuženih uporabnikov, nepridipravi tako dobijo na svoje račune.
S škodljivo programsko kodo Bitcoin mining malware se uporabniki lahko okužijo preko škodljivih prenosov s sumljivih spletnih strani, preko elektronske pošte z zlonamernimi povezavami ali priponkami ali skozi zadnja vrata v že nameščeni programski opremi.

## Kako odkriti in se znebiti škodljive programske kode Bitcoin mining malware
Rudarjenje Bitcoinov, ki ga izvaja škodljiva programska koda, porabi veliko računske moči, zato okuženi sistemi med izvajanjem rudarjenja trpijo veliko preobremenitev. Preobremenitev se kaže v močno upočasnjenem delovanju sistema. Prav zaradi potrebe po veliki računski moči za izvajanje elektronskega rudarjenja so še posebej zaželene tarče kibernetskih kriminalcev sistemi z zmogljivimi procesorskimi enotami in grafičnimi procesnimi enotami, kakršne uporabljajo igralci računalniških iger in drugi uporabniki grafično ali procesorsko zahtevnih aplikacij.
Uporabniki se lahko proti okužbi z zlonamerno programsko kodo Bitcoin mining malware zavarujejo z metodami varne uporabe računalnika, ki vključujejo izogibanje prenašanju in nameščanju aplikacij z nepoznanih spletnih strani, previdnost pri klikanju okrajšanih povezav na Twitterju ali kateri drugi strani, pregled programov, ki rabijo veliko količino procesorske moči ali pomnilnika v upravitelju opravil ob sumu, da sistem nenadoma deluje počasi, in preiskavo njihovega izvora ter nazadnje namestitev učinkovite protivirusne programske opreme.